# Era kwarkowa
Era kwarkowa – okres w ewolucji wczesnego Wszechświata, gdy podstawowe oddziaływania: grawitacji, elektromagnetyzmu, oddziaływań silnych i słabych uzyskały dzisiejszą postać, ale temperatura Wszechświata była nadal zbyt wysoka, aby umożliwić połączenie kwarków w hadrony. Era kwarkowa rozpoczęła się około 10-12 sekundy po Wielkim Wybuchu.
W epoce kwarków Wszechświat był wypełniony gęstą, gorącą plazmą kwarkowo-gluonową zawierającą kwarki, leptony i ich antycząstki. Energia zderzeń tych cząstek była zbyt duża, aby umożliwić łączenie się kwarków w mezony lub bariony. Era kwarkowa skończyła się, gdy Wszechświat miał około 10-6 sekundy.